# Losinský potok (přítok Sázavy)
Losinský potok je pravostranný přítok řeky Sázavy v okrese Kutná Hora ve Středočeském kraji. Délka jeho toku činí 14,3 km. Plocha povodí měří 40,5 km².

## Průběh toku
Potok pramení v lesích severovýchodně od Kamenné Lhoty v nadmořské výšce okolo 530 m. Horní tok teče jihozápadním směrem lesnatou krajinou, kde přijímá řadu přítoků. Po opuštění lesa protéká Starou Hutí, pod níž pokračuje hlubším zalesněným údolím, na jehož konci se nalézá osada Tlučeň. Zde z pravé strany přijímá Nespeřický potok. Odtud dále proudí na jihozápad, protéká mezi obcí Petrovice II a osadou Kasanice, směrem k Losinám. Jižně od Losin se potok obrací na západ. V této části je údolí potoka opět hlubší, svahy jsou zalesněné, pouze nejbližší okolí vodního toku je lučinaté. Na dolním toku přibírá zprava nejprve Vlkovský potok, pod jehož ústím se stáčí na jihozápad a poté Zbizubský potok. Od ústí Zbizubského potoka teče Losinský potok na jih ke Kácovu, kde se v blízkosti místního nádraží vlévá do řeky Sázavy na jejím 86,4 říčním kilometru v nadmořské výšce okolo 310 m.

### Větší přítoky
- Nespeřický potok (hčp 1-09-03-015) je pravostranný přítok, který pramení v lesích severně od Starých Nespeřic v nadmořské výšce okolo 515 m. Potok teče převážně jižním směrem. Protéká mezi Starými a Novými Nespeřicemi. Do Losinského potoka se vlévá pod osadou Tlučeň na 7,6 říčním kilometru[3] v nadmořské výšce okolo 400 m. Délka Nespeřického potoka činí 4,4 km.[3] Plocha povodí měří 5,2 km².[2]
- Vlkovský potok (hčp 1-09-03-017) je pravostranný přítok, který pramení na okraji Malejovického lesa jižně od Malejovic v nadmořské výšce okolo 485 m. Na horním toku směřuje na jihovýchod, protéká osadou Vlková, pod níž se postupně obrací na jih. Na středním a dolním toku se údolí potoka prohlubuje, nejbližší okolí potoka je lučinaté, svahy údolí jsou zalesněné. Na dolním toku se potok stáčí na jihozápad. Do Losinského potoka se vlévá jižně od Zderadin na 2,3 říčním kilometru[4] v nadmořské výšce okolo 335 m. Délka Vlkovského potoka činí 6,3 km.[4] Plocha povodí měří 9,6 km².[2]
- Zbizubský potok je pravostranný přítok, který pramení v obci Zbizuby v nadmořské výšce okolo 480 m. Potok teče převážně jižním směrem. Kromě nejhornější části v okolí Zbizub je údolí potoka zalesněné. Do Losinského potoka se vlévá na 0,7 říčním kilometru[5] u Chobotského mlýna v nadmořské výšce okolo 320 m. Délka Zbizubského potoka činí 3,7 km.[5]

## Vodní režim
Průměrný průtok Losinského potoka u ústí činí 0,23 m³/s.
M-denní průtoky u ústí:
| M [dní]  | Q30  | Q60  | Q90  | Q120 | Q150 | Q180 | Q210 | Q240 | Q270 | Q300 | Q330 | Q355 | Q364 |
| -------- | ---- | ---- | ---- | ---- | ---- | ---- | ---- | ---- | ---- | ---- | ---- | ---- | ---- |
| Q [m³/s] | 0,52 | 0,37 | 0,29 | 0,23 | 0,19 | 0,16 | 0,14 | 0,11 | 0,09 | 0,07 | 0,05 | 0,03 | 0,02 |